# کلایو فینلیسون
 کلایو فینلیسون (انگلیسی: Clive Finlayson؛ زادهٔ ۱۵ ژانویهٔ ۱۹۵۵) یک دانشمند اهل بریتانیا است.